# Ceboruco
A Ceboruco egy 2280 méter magas alvó tűzhányó Mexikó Nayarit államának déli részén, az állam hetedik legmagasabb csúcsa.

## Leírás
A Ceboruco Nayarit állam déli részén, a Vulkáni-kereszthegység nyugati végén emelkedik Jala és Ahuacatlán községek határán. Megközelíteni a 31 km-re fekvő Ixtlán del Río irányából a 15-ös főúton lehet, ahonnan a várostól 10 km-re jobbra kell leágazni Jala irányába, ahonnan több út is vezet fel a hegyre. Területe jelenleg védett geológiai park, de turisták számára látogatható.
Két nagy, koncentrikus krátere van. A régebbi kúp (legfeljebb 200 éves eltéréssel) 930 körül keletkezhetett, és mintegy 400 méterrel magasabb volt, mint a mai. Körülbelül ezer évvel ezelőtt egy kitörés alkalmával felső része megsemmisült, és egy 4 km átmérőjű kaldera maradt a helyén. Később ezen belül egy kisebb, 1,7 km átmérőjű, 280 méter magas lávadóm keletkezett, amelynek maradványa egy 1,5 km-es kaldera.
Történelmi feljegyzésekből három kitörése ismert: az első 1542-ben, a második 1567-ben kezdődött, a harmadik, máig utolsó aktív időszak 1870. február 21-től 1875-ig tartott.
A Ceborucóból származó vulkáni hamuval feltöltött közeli, kis völgyek rendkívül termékenyek: Jala környékén a világ legnagyobbjai közé tartozó kukoricacsövek teremnek, de óriási méretűek az itt termesztett tökök is, valamint az innen származó őszibarack is kiemelkedő minőségű.